# Panorpodes brachypodus
Panorpodes brachypodus is een schorpioenvlieg uit de familie van de Panorpodidae. De wetenschappelijke naam van de soort is voor het eerst geldig gepubliceerd door Tan & Hua in 2008.
De soort komt voor in Chongqing (China).